# العتمي (بعدان)

تعديل مصدري - تعديل

العتمي محلة تابعة لقرية ذي قحم، التابعة لعزلة ذي قحم بمديرية بعدان إحدى مديريات محافظة إب في الجمهورية اليمنية، بلغ تعداد سكانها 323 حسب تعداد اليمن لعام 2004.